# Матіас Фредрікссон
Матіас Фредрікссон  (швед. Mathias Fredriksson, 11 лютого 1973) — шведський лижник, олімпійський медаліст.

## Виступи на Олімпіадах
| Олімпіада           | Дисципліна         | Місце |
| ------------------- | ------------------ | ----- |
| Ліллехаммер 1994    | 30 км              | 23    |
| Нагано 1998         | 50 км              | 20    |
| Нагано 1998         | естафета 4 х 10 км | 4     |
| Солт-Лейк-Сіті 2002 | 50 км              | 29    |
| Солт-Лейк-Сіті 2002 | дуатлон 10/10 км   | 27    |
| Солт-Лейк-Сіті 2002 | естафета 4 х 10 км | 13    |
| Турин 2006          | 15 км              | 13    |
| Турин 2006          | 50 км              | 10    |
| Турин 2006          | скіатлон 30 км     | 15    |
| Турин 2006          | естафета 4 х 10 км | 3     |